# Amstel Gold Race 2001
La 36e édition de la course cycliste, l'Amstel Gold Race a eu lieu le 28 avril 2001 et a été remportée par le Néerlandais Erik Dekker.

## Présentation

### Équipes
L'Amstel Gold Race figure au calendrier de la Coupe du monde de cyclisme sur route 2001.
On retrouve un total de 25 équipes au départ, 20 faisant partie des GSI, la première division mondiale, et les cinq dernières des GSII, la seconde division mondiale.
| Groupes sportifs I (20)- Deutsche Telekom - Rabobank - Lotto-Adecco - Fassa Bortolo - Mapei-Quick Step - Domo-Farm Frites-Latexco - Cofidis-Le Crédit par Téléphone - ONCE-Eroski - Liquigas-Pata - US Postal Service - Mercury-Viatel - Saeco - CSC-World Online - Tacconi Sport-Vini Caldirola - Lampre-Daikin - Crédit agricole - Festina - Kelme-Costa Blanca - Coast-Buffalo - Mercatone Uno-Stream TV Groupes sportifs II (5)- Alessio - Bankgiroloterij-Batavus - Collstrop-Palmans - Fakta - Team Cologne |
| |

## Classements

### Classement de la course
| \| Classement général \| Classement général \| Classement général \| Classement général \| Classement général \| \| Coureur \| Coureur \| Pays \| Équipe \| Temps \| \| ------------------ \| ------------------ \| ------------------ \| ------------------------------- \| ------------------ \| \| 1er \| Erik Dekker \| Pays-Bas \| Rabobank \| 6 h 39 min 13 s \| \| 2e \| Lance Armstrong \| États-Unis \| US Postal Service \| + 0 s \| \| 3e \| Serge Baguet \| Belgique \| Lotto-Adecco \| + 17 s \| \| 4e \| Markus Zberg \| Suisse \| Rabobank \| + 17 s \| \| 5e \| Johan Museeuw \| Belgique \| Domo-Farm Frites-Latexco \| + 17 s \| \| 6e \| Peter Van Petegem \| Belgique \| Mercury-Viatel \| + 20 s \| \| 7e \| Michele Bartoli \| Italie \| Mapei-Quick Step \| + 20 s \| \| 8e \| Davide Rebellin \| Italie \| Liquigas-Pata \| + 20 s \| \| 9e \| Michael Boogerd \| Pays-Bas \| Rabobank \| + 20 s \| \| 10e \| Chris Peers \| Belgique \| Cofidis-Le Crédit par Téléphone \| + 20 s \| \| 11e \| Eddy Mazzoleni \| Italie \| Tacconi Sport-Vini Caldirola \| + 23 s \| \| 12e \| Marc Lotz \| Pays-Bas \| Rabobank \| + 2 min 08 s \| \| 13e \| Wilfried Peeters \| Belgique \| Domo-Farm Frites-Latexco \| + 2 min 38 s \| \| 14e \| Oscar Camenzind \| Suisse \| Lampre-Daikin \| + 2 min 41 s \| \| 15e \| Igor Astarloa \| Espagne \| Mercatone Uno-Stream TV \| + 2 min 41 s \| \| 16e \| Gianluca Bortolami \| Italie \| Tacconi Sport-Vini Caldirola \| + 2 min 41 s \| \| 17e \| Andreï Tchmil \| Belgique \| Lotto-Adecco \| + 2 min 41 s \| \| 18e \| Scott Sunderland \| Australie \| Fakta \| + 2 min 41 s \| \| 19e \| Michael Blaudzun \| Danemark \| CSC-World Online \| + 2 min 41 s \| \| 20e \| Davide Casarotto \| Italie \| Alessio \| + 2 min 41 s \| |                    |            |                                 |                 |
| |                    |            |                                 |                 |
| |                    |            |                                 |                 |
| Classement général |                    |            |                                 |                 |
| Coureur | Coureur            | Pays       | Équipe                          | Temps           |
| 1er | Erik Dekker        | Pays-Bas   | Rabobank                        | 6 h 39 min 13 s |
| 2e | Lance Armstrong    | États-Unis | US Postal Service               | + 0 s           |
| 3e | Serge Baguet       | Belgique   | Lotto-Adecco                    | + 17 s          |
| 4e | Markus Zberg       | Suisse     | Rabobank                        | + 17 s          |
| 5e | Johan Museeuw      | Belgique   | Domo-Farm Frites-Latexco        | + 17 s          |
| 6e | Peter Van Petegem  | Belgique   | Mercury-Viatel                  | + 20 s          |
| 7e | Michele Bartoli    | Italie     | Mapei-Quick Step                | + 20 s          |
| 8e | Davide Rebellin    | Italie     | Liquigas-Pata                   | + 20 s          |
| 9e | Michael Boogerd    | Pays-Bas   | Rabobank                        | + 20 s          |
| 10e | Chris Peers        | Belgique   | Cofidis-Le Crédit par Téléphone | + 20 s          |
| 11e | Eddy Mazzoleni     | Italie     | Tacconi Sport-Vini Caldirola    | + 23 s          |
| 12e | Marc Lotz          | Pays-Bas   | Rabobank                        | + 2 min 08 s    |
| 13e | Wilfried Peeters   | Belgique   | Domo-Farm Frites-Latexco        | + 2 min 38 s    |
| 14e | Oscar Camenzind    | Suisse     | Lampre-Daikin                   | + 2 min 41 s    |
| 15e | Igor Astarloa      | Espagne    | Mercatone Uno-Stream TV         | + 2 min 41 s    |
| 16e | Gianluca Bortolami | Italie     | Tacconi Sport-Vini Caldirola    | + 2 min 41 s    |
| 17e | Andreï Tchmil      | Belgique   | Lotto-Adecco                    | + 2 min 41 s    |
| 18e | Scott Sunderland   | Australie  | Fakta                           | + 2 min 41 s    |
| 19e | Michael Blaudzun   | Danemark   | CSC-World Online                | + 2 min 41 s    |
| 20e | Davide Casarotto   | Italie     | Alessio                         | + 2 min 41 s    |

### Classement UCI
La course attribue des points à la Coupe du monde de cyclisme sur route 2001 selon le barème suivant :
| Position           | 1er | 2e | 3e | 4e | 5e | 6e | 7e | 8e | 9e | 10e | 11e | 12e | 13e | 14e | 15e | 16e | 17e | 18e | 19e | 20e | 21e | 22e | 23e | 24e | 25e |
| Classement général | 100 | 70 | 50 | 40 | 36 | 32 | 28 | 24 | 20 | 16  | 15  | 14  | 13  | 12  | 11  | 10  | 9   | 8   | 7   | 6   | 5   | 4   | 3   | 2   | 1   |

## Liste des participants
| Liste des participants | Liste des participants | Liste des participants |
| --- | ---------------------- | ---------------------- |
| \| Deutsche Telekom TEL \| Deutsche Telekom TEL \| Deutsche Telekom TEL \| \| -------------------- \| -------------------- \| -------------------- \| \| Num \| Coureur \| Pos \| \| 1 \| Erik Zabel (GER) \| AB \| |                        |                        |
| Deutsche Telekom TEL |                        |                        |
| Num | Coureur                | Pos                    |
| 1 | Erik Zabel (GER)       | AB                     |

| Deutsche Telekom TEL | Deutsche Telekom TEL | Deutsche Telekom TEL |
| -------------------- | -------------------- | -------------------- |
| Num                  | Coureur              | Pos                  |
| 1                    | Erik Zabel (GER)     | AB                   |